# L'uomo sbagliato (film 2010)
L'uomo sbagliato è un film televisivo del 2010, diretto da Tom McLoughlin.

## Trama
La paralegale Janet Gregory, madre single con un passato tormentato, intraprende una lunga battaglia legale contro il sistema giudiziario statunitense per dimostrare l'innocenza del suo assistito, Calvin Willis, afroamericano accusato ingiustamente di aver violentato una bambina di dieci anni.